# Colostygia pendearia
Colostygia pendearia är en fjärilsart som beskrevs av Charles Oberthür 1893. Colostygia pendearia ingår i släktet Colostygia och familjen mätare. Inga underarter finns listade i Catalogue of Life.